# Guilda
Guilda, aussi connu sous le nom de Jean Guilda (né Jean Guida de Mortellaro, à Paris, le 21 juin 1924, et mort à  Montréal, le 27 juin 2012 à l'âge de 88 ans,), est un artiste transformiste qui a fait carrière en France et au Québec. Il est surtout connu pour ses spectacles humoristiques, de cabaret où, vêtu de toilettes féminines extravagantes, il imitait parfaitement l'une ou l'autre des femmes-types de ce milieu — les Marlene Dietrich, Rita Hayworth, Mistinguett, Édith Piaf et autres Marilyn Monroe, Bette Davis, Lucille Ball… — jusque dans le maquillage, les gestes, la démarche, la parole et le chant.

## Biographie
Fils d'un comte italien, il a d'abord une brève enfance de luxe dans le Midi de la France, une vie de rêve à laquelle le krach de 1929 met un terme. Plus tard, il devient danseur dans une troupe et apprend diverses techniques liées au spectacle : maquillage, cascade et figuration. Pendant la Seconde Guerre mondiale, il échappe à différentes rafles. À la Libération, il fait à nouveau des spectacles. On le remarque pour la facilité qu'il a à imiter des femmes. Il y prendra goût et cultivera ce talent. Son nom de scène fait allusion à son patronyme, Guida, et au célèbre film Gilda (1946) mettant en vedette Rita Hayworth.
Remarqué par un propriétaire de cabaret, il y exécute des spectacles dont il devient la tête d'affiche. Cela l'amène à se produire en Afrique du Nord et en Italie. Remarqué par la chanteuse Mistinguett cette fois-ci, il devient sa doublure dans différents spectacles. En 1951, il l'accompagne en tournée internationale qui passe par Montréal, entre autres.
De retour en France, il monte son propre spectacle et y connaît un succès suffisamment important pour effectuer une tournée solo en Amérique du Nord. À l'expiration de son visa de travail aux États-Unis, il s'établit à Montréal en 1955. Son spectacle est remarqué par une animatrice de télévision et lui vaut une entrevue qui crée un engouement pour celui-ci, malgré la réprobation du clergé catholique qui régit la morale au Québec, à cette époque. L'artiste transformiste aux costumes extravagants est une célébrité des cabarets de Montréal et une des plus grandes vedettes québécoises à l'époque, ce qui montre un certain esprit d’ouverture de la société d'alors malgré le conservatisme dominant. À la suite de son succès au Québec, il fait des tournées un peu partout au Canada.
Dans les années 1950, le maire Jean Drapeau, se joignant à Pacifique Plante, entame une croisade, dite de la moralité, contre la prostitution à Montréal. Les policiers font alors de fréquentes interventions dans les cabarets pour mettre fin à ce commerce, ce qui amène la fermeture de plusieurs cabarets montréalais. L'arrivée de la télévision est aussi un facteur important de leur déclin. Lorsque l'Exposition universelle de 1967 se tient, la population se détourne pour de bon des cabarets.
Malgré cela, en avril 1965, Guilda présente un spectacle à la Place des Arts, salle surtout réservée aux vedettes étrangères de passage à Montréal. En 1984, il est comédien pour le feuilleton télévisé les Grands Esprits, où il incarne le Chevalier d'Éon. Il est de plus artiste-peintre. Ensuite, il fait encore une tournée aux États-Unis et revient à Montréal pour y présenter différents spectacles. Il tient l'affiche régulièrement au Théâtre des Variétés de Montréal.
Étant bisexuel, il s'est marié, deux fois à une femme, tout comme il a eu des relations intimes avec des hommes. Dans les années 1960 et 1970, les journaux à potins québécois publient régulièrement des articles sur sa vie privée. Il est père de trois enfants, dont Yvan, qui a chanté avec son père, en spectacle.
Célébrations de la fierté de Montréal le 14 août 2010
Jean Guilda était un des invités lors des célébrations de la fierté de Montréal 2010. Il s'est présenté sur la scène pour un court moment et a suscité l'enthousiasme de la foule présente à la place Émilie-Gamelin. Les organisateurs ont souligné l'importance et la grande carrière de cet homme qui a été le premier travesti à se montrer au Québec dans les années 1960. Après son décès en 2012, il a été enterré au Cimetière Notre-Dame-des-Neiges, à Montréal.  Sa pierre tombale est située au lot O-203, avec d'autres artistes

## Discographie sommaire
- Une femme pas comme les autres… Guilda (1962)
- Guilda… Vol. 2
- Elle est bien dans ma peau (1986)